# 태극나방
태극나방(太極 - )은 나비목 밤나방과에 속하는 나방이다. 동남아시아에 분포한다.
날개는 회갈색이며 태극 무늬가 있는 것이 특징이다.

## 문화
1954년, 대한민국에서는 태극기와 함께 도안된 10환짜리 우표가 발행되었다.